# 岑特拉利内 (莱列克区)
岑特拉利内，意译“中央村”，是吉尔吉斯斯坦巴特肯州莱列克区下辖的一个村。根据2009年吉尔吉斯共和国人口普查，该村人口为2506人。